# Zvezde na sodišču
Zvezde na sodišču (izvirno Boston Legal) je ameriška televizijska serija, ki po oceni uporabnikov IMDB velja za eno najboljših odvetniških serij vseh časov. Izvirno se je predvajala od 3. oktobra 2004 do 8. decembra 2008 na televiziji ABC.
Serija je spin-off dolgoletne serije Praksa in se osredotoča na odvetnike in odvetnice iz odvetniške firme Crane, Poole in Schmidt. V petih letih predvajanja je bila nominirana za 25 emmyjev, 7 jih je tudi prejela.
V Sloveniji je serijo v celoti predvajal POP TV, od leta 2007 do 2011. Prve štiri sezone so bile na sporedu v nedeljskem večernem terminu (21.45). Zadnja peta sezona je na spored prišla v ponedeljek, 20. junija 2011, in je bila na sporedu od ponedeljka do srede okoli 22.00. Končala se je 13. julija 2011.

## Igralska zasedba
| Igralec/ka            | Lik             | Status                                      | Sezona/i/e |
| --------------------- | --------------- | ------------------------------------------- | ---------- |
| James Spader          | Alan Shore      | 2004-2008 (Praksa 2003-2004)                | 1–5        |
| John Larroquette      | Carl Sack       | 2007-2008                                   | 4–5        |
| Christian Clemenson   | Jerry Espenson  | 2005-2008 (vrnitev v 2.-3.)                 | 2–5        |
| Tara Summers          | Katie Lloyd     | 2007-2008                                   | 4–5        |
| Candice Bergen        | Shirley Schmidt | 2005-2008                                   | 1–5        |
| William Shatner       | Denny Crane     | 2004-2008 (Praksa 2004)                     | 1–5        |
| Rene Auberjonois      | Paul Lewiston   | 2004–2008 (vrnitev v 4.-5.)                 | 1–5        |
| Lake Bell             | Sally Heep      | 2004–2005 (Praksa 2004; vrnitev v 3.; 2007) | 1, 3       |
| Rhona Mitra           | Tara Wilson     | 2004–2005 (Praksa 2003–2004; vrnitev v 2.)  | 1, 2       |
| Monica Potter         | Lori Colson     | 2004–2005 (vrnitev v 2.)                    | 1, 2       |
| Mark Valley           | Brad Chase      | 2004–2007 (vrnitev v 4.)                    | 1–4        |
| Ryan Michelle Bathe   | Sara Holt       | 2005–2006                                   | 2          |
| Julie Bowen           | Denise Bauer    | 2005–2007, 2008 (vrnitev v 5.)              | 2–3, 5     |
| Justin Mentell        | Garrett Wells   | 2005–2006                                   | 2          |
| Constance Zimmer      | Claire Simms    | 2006–2007                                   | 3          |
| Craig Bierko          | Jeffrey Coho    | 2006–2007                                   | 3          |
| Gary Anthony Williams | Clarence Bell   | 2006–2008                                   | 3–4        |
| Saffron Burrows       | Lorraine Weller | 2007–2008                                   | 4          |
| Taraji P. Henson      | Whitney Rome    | 2007–2008                                   | 4          |

### Opazni gostujoči igralci
Med drugim so v Zvezdah na sodišču gostovali:
- Betty White kot Catherine Piper (16 epizod)
- Ed Begley, Jr. kot Clifford Cabot (3 epizode)
- Shelley Berman kot sodnik Robert Sanders (11 epizod)
- Jill Brennan kot Gracie Jane (11 epizod)
- William Daniels kot sodnik Milton Brody (1 epizoda)
- David Dean Bottrell kot Lincoln Meyer (8 epizod)
- Jayne Brook kot Rachel Lewiston (5 epizod)
- Delta Burke kot Bella Horowitz (5 epizod)
- Marisa Coughlan kot Melissa Hughes (12 epizod)
- Rupert Everett kot Malcolm Holmes (2 epizodi)
- Michael J. Fox kot Daniel Post (6 epizod)
- Currie Graham kot pomočnik okrožnega tožilca Frank Ginsberg (7 epizod)
- Henry Gibson kot sodnik Clark Brown (21 epizod)
- Meredith Eaton-Gilden kot Bethany Horowitz (16 epizod)
- Mary Gross kot Leigh Swift (3 epizode)
- John Michael Higgins kot Jerry Austin (2 epizodi)
- Alison La Placa kot Andrea Michele (2 epizodi)
- Heather Locklear kot Kelly Nolan (2 epizodi)
- Nia Long kot Vanessa Walker (3 epizode)
- Jane Lynch kot Joanna Monroe (4 epizode)
- Larry Miller kot Edwin Poole (4 epizode)
- Gail O'Grady kot sodnica Gloria Weldon (7 epizod)
- Meredith Patterson kot Missy Tiggs (4 epizode)
- Ethan Phillips kot Michael Schiller (3 epizode)
- Parker Posey kot Marlene Stanger (4 epizode)
- Freddie Prinze, Jr. kot Donny Crane (3 epizode)
- Missi Pyle kot Renee Winger (3 epizode)
- Christopher Rich kot Melvin Palmer (6 epizod)
- Jeri Ryan kot Courtney Reese (2-urni finale 2. sezone)
- Katey Sagal kot Barbara Little (5 epizod)
- Tom Selleck kot Ivan Tiggs (4 epizode)
- Al Sharpton kot on sam (2 epizodi)
- Armin Shimerman kot sodnik Brian Hooper (7 epizod)
- Robert Wagner kot Barry Goal (2-urni finale 2. sezone)
- Kerry Washington kot Chelina Hall (5 epizod)
- Elizabeth Mitchell kot Christine Pauley (2 epizodi)
- Ashton Holmes kot Scott Little (5 epizod)
- Scott Bakula kot Jack Ross (1 epizoda)
- Rachelle Lefevre kot Dana Strickland (3 epizode)

## Pomembnejše nagrade in nominacije
- 7 emmyjev in 18 nominacij
- zlati globus in 3 nominacije
- nagrada satellite in 6 nominacij
- 11 nominacij za nagrado Ameriškega igralskega ceha (Screen Actors Guild)
- 4 nagrade prism